# اکامکپا
اکامکپا (به لاتین: Akamkpa) یک سکونتگاه مسکونی در نیجریه است که در ایالت کراس ریور واقع شده‌است.